# Мурад, Надия
Надя Мурад Басе Таха (курд. نادیە موراد, араб. نادية مراد‎, род. 1993, Кочо, Ирак) — иракская правозащитница езидского происхождения, Посол доброй воли Управления ООН по наркотикам и преступности, лауреат премии Вацлава Гавела по правам человека и премии Андрея Сахарова за свободу мысли совместно с Ламией Аджи Башар. Лауреат Нобелевской премии мира 2018 года.
Включена журналом Time в список ста самых влиятельных людей мира 2016 года. Иракское правительство, отметив роль Нади Мурад в донесении до мирового сообщества информации об угрожающем положении езидских женщин на территории, контролируемой Исламским государством, номинировало её на присуждение Нобелевской премии мира ещё в 2016 году.

## Биография

### Ранние годы
Надя Мурад родилась в 1993 году в посёлке Кочо недалеко от города Синджар на севере Ирака в регионе компактного проживания езидов. Семья занималась сельским хозяйством; кроме Нади, в семье было ещё 10 детей: 8 сыновей и 2 дочери. В 2003 году Надя осталась без отца.
Образование получила в местной школе. В детстве интересовалась [историей и хотела стать педагогом. После получения среднего образования планировала поступить в университет, однако, вследствие захвата посёлка боевиками Исламского государства не смогла доучиться последний год.

### Рабство
После захвата Кочо Исламским государством в августе 2014 года Надя стала жертвой преследования езидов террористами. Вместе с группой молодых женщин, среди которых в том числе были три её племянницы, была вывезена и обращена в сексуальное рабство. Удерживалась в городе Мосул, откуда совершила неудачную попытку побега, за что подверглась пыткам. Была перепродана в рабство несколько раз. Оказавшись в городе Бахдида, в ноябре 2014 года смогла сбежать от рабовладельцев после трёх месяцев плена.
Благодаря помощи случайной семьи Надя смогла выехать в Киркук к своему брату, который находился в лагере беженцев. Позже попала в лагеря в городе Дахук, откуда вместе с 1000 другими беженцами добралась до Германии, где живёт сейчас с одной из своих сестер.

## Семья
После смерти отца в 2003 году жила с матерью, 8 братьями и 2 сестрами. После захвата Кочо исламисты убили её мать, шестерых её родных и пятерых двоюродных братьев, и многих других родственников за отказ принять ислам. Сёстры также были проданы в рабство.
Из семьи Нади смогли выжить 2 брата и 2 сестры. Братья и одна из сестёр сейчас находятся в лагере беженцев в Иракском Курдистане, ещё одна сестра — в Германии. Сестры Нади были выкуплены родственниками из рабства, кроме того, одной из её племянниц также удалось совершить побег от рабовладельцев, судьба двух других остается неизвестной.

## Награды
- Премия Андрея Сахарова за свободу мысли в 2016 году (вместе с Ламией Аджи Башар)[6].
- Премия имени Вацлава Гавела по правам человека 2016 года[5].
- Нобелевская премия мира (2018)[12].

### Цитаты
1. ↑  В моей деревне все жители были езидами. Наша религия — очень древняя. Вера — основа нашей жизни. В нашей деревне девушка не может выйти замуж за кого-то, кроме мужчины-езида, мы не можем выходить замуж за христиан или мусульман.